# Альфред Веруш-Ковальський
А́льфред Ян Максиміліа́н Ве́руш-Кова́льський (пол. Alfred Kowalski-Wierusz; 11 жовтня 1849, Сувалки — 16 лютого 1915, Мюнхен) — польський художник-реаліст.

## Життя і творчість
А. Ковальський народився в сім'ї нотаріуса. Дитинство його пройшло в батьківському маєтку під Сувалками, в окупованій росіянам Польщі. У 1865 році батько майбутнього художника отримує місце нотаріуса в Каліші, і сім'я їде з Сувалок. У Каліші А. Ковальський закінчує гімназію і бере свої перші уроки малювання. Продовжує навчання живопису, вступивши до класу рисунку (Klasa Rysunkowa) варшавської школи витончених мистецтв, де вчиться під керівництвом Войцеха Ґерсона, Рафала Гадзевича, Александра Камінського.
У 1871 році художник їде за кордон — живе в Дрездені, Празі, Мюнхені. У 1872—1873 роках навчається в дрезденській Академії витончених мистецтв. Визнання як до художника приходить до А. Ковальського в Мюнхені, де він живе з 1876 року, його картини охоче купуються. Художник відвідує заняття також в мюнхенській Академії, в місті він примикає до гуртка польських художників, що склався навколо Юзефа Брандта.
Темою робіт А. Ковальського були жанрові сценки, нерідко написані з гумором, а також батальні та історичні полотна. У 1903 році він здійснює подорож до Північної Африки, після чого створює ряд робіт на арабські мотиви. З 1890 року А. Ковальський — професор мюнхенської Академії. Неодноразово виставлявся на батьківщині: в Варшаві, Кракові, Львові, Познані. Завойовував почесні призи та медалі на виставках у Мюнхені, Відні, Парижі, Берліні, Сент-Луїсі, Луїсвіллі. Був нагороджений в 1904 році Золотою медаллю на художній виставці у Львові.